# Taubensee
Taubensee är en sjö i Österrike, på gränsen till Tyskland. Den ligger i den centrala delen av landet, 300 km väster om huvudstaden Wien. Taubensee ligger 1 189 meter över havet.
Omgivningarna runt Taubensee är en mosaik av jordbruksmark och naturlig växtlighet. Runt Taubensee är det ganska tätbefolkat, med 54 invånare per kvadratkilometer.